# C/1915 C1 Mellish
C/1915 C1 (Mellish) è una cometa non periodica con orbita iperbolica: è stata scoperta il 10 febbraio 1915.
La cometa non sarebbe degna di particolare nota se non fosse che è stata soggetta a una frantumazione del nucleo: il 12 maggio 1915 Edward Emerson Barnard scoprì che la cometa era accompagnata da due frammenti di diversa luminosità. Il 24 maggio i frammenti erano diventati quattro: lo spettro della cometa ha presentato anomalie nelle righe del cianogeno. Ha una MOID molto piccola con il pianeta Marte, tanto che se fosse stata una cometa periodica vi avrebbe dato origine a uno sciame meteorico.